# 布膠帶

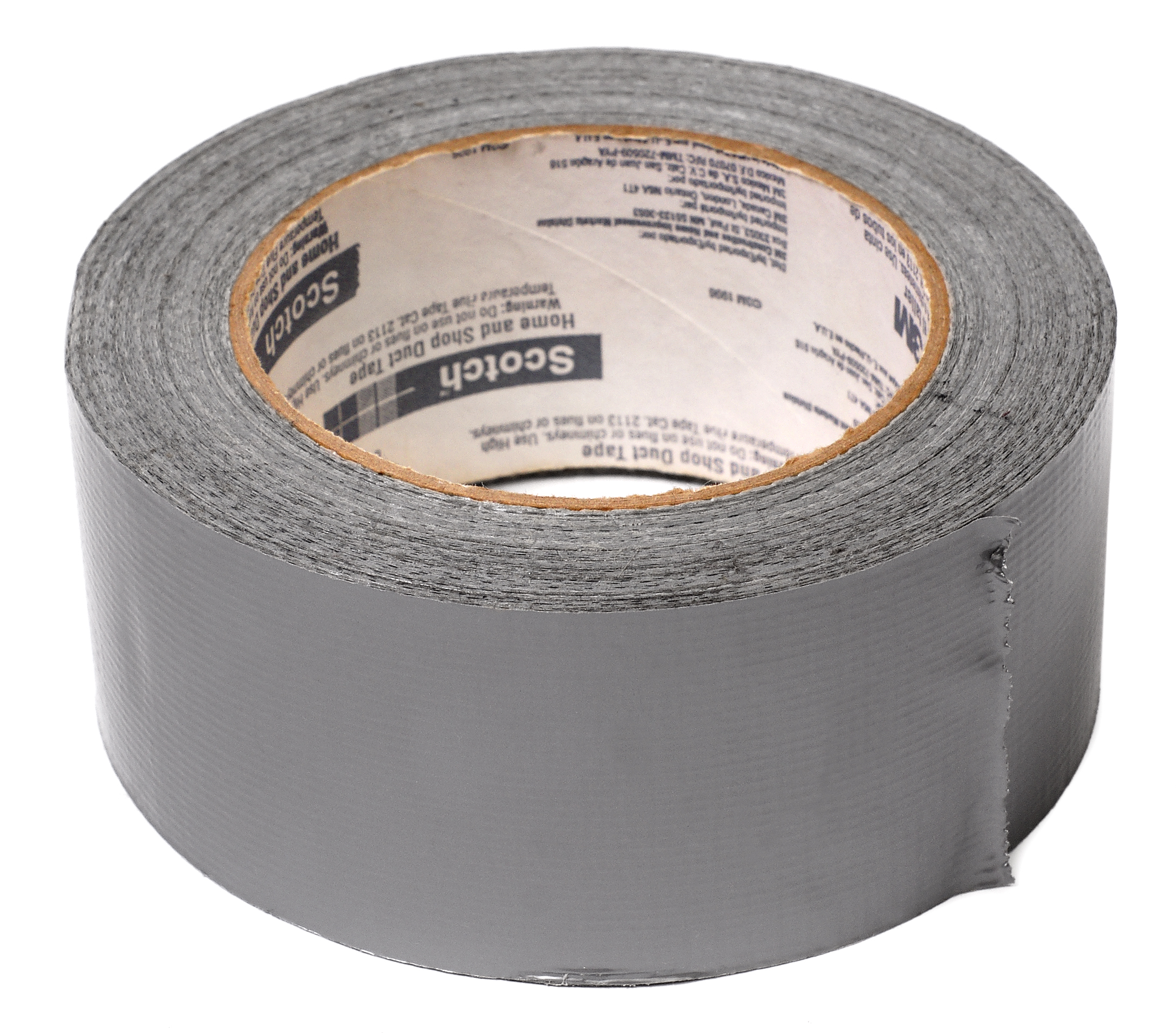
一捲灰色的防水布膠帶。

布膠帶（英語：Duct tape），或稱鴨子膠帶、導風管膠帶、大力膠帶、牛皮膠帶、防水布膠帶，是一種含有布層的感壓黏性膠帶，通常在外層包有聚乙烯，使膠布具防水功效。一般綑成一卷，常用於大範圍場地作黏貼或定點標示作用。

## 歷史
「Duct tape」（結尾是字母t）原稱「Duck tape」（結尾是字母k），源自於「Cotton duck」，duck為荷蘭語doek盎格魯化的變形，為一種比帆布更緊密編織的布料，材質多為棉或麻，抗拉耐磨，當時多用於製作鞋子與衣物。長條形的Cotton duck布料就叫Cotton duck tape，也用來包裹鋼纜或電導體來防止鏽蝕或磨損，例如1902年，支撐曼哈頓大橋的鋼纜是先塗上亞麻籽油，再用duck tape布條包覆，最後才裝設定位。
以上都還未加上黏膠層，不是現代意義上的「膠」帶，只是單純的棉布帶，所以包不緊。
在二戰期間的1943年，在軍械工廠工作的Vesta Stoudt寫給羅斯福總統一封信，說明她在工廠負責包裝彈藥箱，但她認為彈藥箱當時的密封方式，讓士兵們很難在匆忙中打開它們，所以她創造了一種織物膠帶並加以測試過，可以減少彈藥箱的開箱時間。此信得到了羅斯福總統的認可，並轉交到了戰時生產委員會，委員會指派了Revolite公司來開發這項產品，.最後開發出了一項可以用手撕而不需剪刀裁斷的產品。這個未命名的產品由Cotton duck布、聚乙烯、以及橡膠為基底的灰色黏著物所製成。此膠帶很容易貼撕，很快地就用於修復載具與武器上。這種膠帶當時製成消光橄欖綠色。
軍人們稱這種膠帶為「Duck tape」，這個稱呼的來源有多種說法，包括：是由duck布做的膠帶；或因為其防水的特性就像鴨子羽毛一樣；甚至也有來自1942年的兩棲軍用載具DUKW（發音為duck）的說法。
二戰後，這種布膠帶在五金行販售，作為居家維修使用。1950年代，此膠帶製成銀灰色，因其耐用、防水且黏性穩定的特點，常用來纏繞通風管道(duct)這種一般膠帶無法勝任的高低溫管路，因此又有了「Duct tape」的稱呼。

## 規格
當代的布膠帶由稀鬆布（scrim，由棉、聚酯、尼龍、人造絲或玻璃纖維網狀物織物製成，用以提供強度）、低密度聚乙烯、黏貼塗層製成。它的常見寬度為1.9英寸（48公釐）或2英寸（51公釐）。常見顏色有黑色、銀灰色或啡色，但其他顏色與寬度亦會製造。

## 外部連結
- Etymology provided by Jan Freeman, Boston Globe （页面存档备份，存于） (reproduced)
- Duct Sealant Longevity
- Duct tape not good for ducts （页面存档备份，存于） from the California Energy Commission
- http://www.octanecreative.com/ducttape/duckvsduct.html （页面存档备份，存于）